# Hardeep Grewal
Pour les articles homonymes, voir Grewal.
Hardeep Singh Grewal est un homme politique provincial canadien de l'Ontario. Il est député provincial progressiste-conservateur de la circonscription ontarienne de Brampton-Est depuis 2022,.